# Dysmachus setipyga
Dysmachus setipyga là một loài ruồi trong họ Asilidae. Dysmachus setipyga được Becker miêu tả năm 1923. Loài này phân bố ở vùng Cổ Bắc giới và châu Á.